# Konrad Osterwalder
Konrad Osterwalder (Frauenfeld, 3 de junho de 1942) é um físico e matemático suíço. Foi de 1995 a 2007 reitor do Instituto Federal de Tecnologia de Zurique e de 2007 a 2013 reitor da Universidade das Nações Unidas em Tóquio.
Foi palestrante convidado do Congresso Internacional de Matemáticos em Varsóvia (1983) e Madrid (2006: The role of mathematicians in K-12 mathematics education).